# إليزابيث كلارك وولستنهولم إلمي
إليزابيث كلارك وولستنهولم إلمي (بالإنجليزية: Elizabeth Wolstenholme Elmy)‏ (1833–1918) كانت نسوية بريطانية، وناشطة داعمة لِحقّ النساء في التصويت، وشاعرة وكاتبة مقالات. نشرت مقالات باسمين مستعارين هما: إي وإنيوتا.

## حياتها المبكرة
وُلدت إليزابيث وولستنهولم في منطقة تشيتام هيل بمانشستر، وتعمّدت في 15 ديسمبر عام 1833 في منطقة إكليس بلانكشر، حيث كان أبوها قسيسًا ميثوديًّا، وهو جوزيف وولستنهولم الذي مات في نحو عام 1843. قضت معظم طفولتها في منطقة رو غرين مع أسرة أمها. ماتت أمها إليزابيث وهي طفلة، فنشّأتها زوجة أبيها ماري (اسمها الثاني قبل الزواج: لورد). التحقت بمدرسة فولنيك المورافيّة مدة سنتين، لكن لم يُسمح لها بمواصلة الدراسة. أخوها هو جوزيف وولستنهولم (1829–1891)، الذي صار أستاذ رياضيات في جامعة كامبريدج. افتتحت مدرسة داخلية خاصة للفتيات في منطقة بوثستاون بالقرب من ورسلي، ومكثت هناك حتى مايو عام 1867، حين نقلت مؤسستها إلى منطقة كنغلتون في تشيشير.

## نشاطها في الحملات
كانت إليزابيث قلقة من سوء معايير التعليم الابتدائي الخاص بالفتيات، فالتحقت بـ«كلية المدرسين» في عام 1862، وفيها التقت إيميلي ديفيس. نسّقتا معًا حملة تطالب بمنح الفتيات حقهن في نفس مستويات التعليم العالية التي يبلغها الصبيان. في عام 1865 أسست إليزابيث جمعية مانشستر لمدرّسات المدارس، وفي عام 1866 أدلت إلى لجنة تونتون بشهادتها فيما يخص التعليم، فكانت بهذا أول امرأة تدلي بشهادتها في لجنة اختيار برلمانية. في عام 1867 مثلت إليزابيث مانشستر في مجلس شمال إنجلترا الذي كان قد تشكل حديثًا، لدعم حق المرأة في التعليم العالي. اختلفت هي وإيميلي ديفيس في الكيفية التي ينبغي بها اختبار النساء في الدرجات العليا، وكانت إليزابيث (التي شكلت فرع مانشستر لجمعية «دعم توظيف النساء» في عام 1865) متحمسة لتطبيق منهج يستهدف تنمية المهارات للتوظيف، في حين كانت إيميلي تأمل تعليم النساء نفس المنهج الذي يتعلمه الرجال. 
في عام 1866 أسست لجنة مانشستر لتحرير المرأة، وصارت ناشطة فعالة في دعم حق النساء في الانتخاب لأكثر من 50 سنة. تركت مَدرستها في عام 1871، وصارت أول موظفة أجيرة في الحركة النسائية حين تلقت أجرًا للضغط على البرلمان فيما يخص القوانين الضارة بالمرأة. كانت تأخذ دورها على محمل الجد، ولُقبت «سوط مجلس العموم» و«رقيبة الحكومة». عندما تعثرت جماعات حق المرأة في التصويت بعد خيبة الأمل الناجمة عن فشل قانون التصويت، ساهمت إليزابث في الحفاظ على تأثير لجنة مانشستر، من خلال إعادة جمعها في عام 1867 باسم «جمعية مانشستر لحقّ المرأة في التصويت».